# Lăng mộ Vương Kiến vương
Lăng mộ Vương Kiến vương hay tên chính xác hơn là Lăng mộ Hoàng gia Hiển lăng là một lăng mộ nằm ở làng Haesong, thuộc huyện Kaepung, gần Kaesong, Cộng hòa Dân chủ Nhân dân Triều Tiên. Ngôi mộ là nơi chôn cất của người sáng lập vương triều Cao Ly là Vương Kiến, người lấy tên hiệu là Thái Tổ sau khi lên ngôi và là vị vua đầu tiên thống nhất toàn bộ bán đảo Triều Tiên sau khi khuất phục các vương quốc phía nam là Tân La và Bách Tế. Việc xây dựng lăng mộ bắt đầu sau khi nhà vua qua đời vào năm 943. Tuy nhiên, vào cuối thời kỳ chiếm đóng của Nhật Bản, ngôi mộ ban đầu còn lại rất ít và đã xuống cấp do bị bỏ hoang và cướp bóc. Ngôi mộ đã được xây dựng lại rất nhiều vào năm 1994, và tất cả các tòa nhà và bức tượng ban đầu đã được dọn đi để trùng tu. Địa điểm được xếp hạng là Quốc bảo Triều Tiên số 179 và là một phần của Di sản thế giới Các địa điểm và di tích lịch sử tại Kaesong được công nhận từ năm 2013.